# 聖馬丁冰川
82°24′S 42°14′W / 82.400°S 42.233°W
聖馬丁冰川（英語：San Martín Glacier）是南極洲的冰川，位於伊利沙伯女皇地，處於彭薩科拉山脈的阿根廷山脈，根據美國地質調查局的測量和美國海軍的空中照片被繪入地圖。